# James Starks
(en) Statistiques sur pro-football-reference
James Starks (né le 25 février 1986 à Niagara Falls) est un joueur américain de football américain.

## Carrière

### High School
James commence à jouer dans l'équipe du lycée de Niagara Falls, courant 1048 yards. Il est capitaine de son équipe durant trois saisons. Dès l'obtention de son diplôme, il se voit proposer d'intégrer l'université de Buffalo, ce qu'il accepte.

### Université
Le running back connaît une période prolifique avec Buffalo, marquant quarante touchdowns et parcourant 3140 yards. Il fut de l'élite de la division avec les Bulls. Il est le premier de l'université à remporter tous les honneurs des MAC. Starks ne joue pas sa dernière saison à cause d'une blessure à l'épaule.

### Professionnel
Lors du sixième tour, il est choisi au 193e choix lors du draft de la NFL de 2010. Alors qu'il s'entraîne lors de l'intersaison, il se blesse et ne débute à la NFL que le 5 décembre. Lors de la finale du championnat NFC, il inscrit son premier touchdown en professionnel contre les Bears de Chicago. Il joue lors du Super Bowl XLV et reçoit onze ballons, parcourant cinquante-deux yards.